# Jacques’ Wein-Depot
Die Jacques’ Wein-Depot Wein-Einzelhandel GmbH ist ein Tochterunternehmen der Hawesko Holding SE mit Sitz in Düsseldorf. Als Franchisemarke vergibt sie Agenturverträge an selbständige Wein-Facheinzelhändler mit über 280 Depots.

## Geschichte
1974 eröffneten der Franzose Jacques Héon und der Deutsche Olaf Müller-Soppart in Düsseldorf ihr erstes Ladenlokal. Sie wollten Weine aus Frankreich anbieten, die weniger lieblich waren als damals in Deutschland üblich. Die Kunden konnten kostenlos probieren, und die Weine kamen ohne Großhändler direkt vom Winzer. 1980 zogen sich der Namensgeber Jacques und sein Kompagnon aus dem Geschäft zurück.
1983 wurde das Unternehmen von der Horten AG übernommen und wurde später Teil der Kaufhof Holding und damit Teil des Metro-Konzerns. Im Zuge des Börsengangs der Hawesko Holding AG wurde Jacques' Wein-Depot 1998 in diese Gruppe integriert.
Im Geschäftsjahr 2013 wurden 130 Millionen Euro umgesetzt und 13 Millionen Euro Gewinn erwirtschaftet. Inzwischen wird das Geschäftsergebnis durch die Hawesko-Holding nur noch zusammengefasst für den Bereich Retail ausgewiesen; der Umsatz betrug im Jahr 2022 für dieses Segment 228 Mio. Euro.
2014 hatte Jacques’ Wein-Depot über 280 Standorte in Deutschland und drei in Österreich. Die einfach ausgestatteten Depots bieten etwa 125 Weine aus Frankreich an, weitere 125 Weine stammen aus Italien, Spanien, Deutschland, Österreich und Übersee. Jährlich werden etwa 100 neue Weine vorgestellt und bei Verkaufserfolg ins Sortiment übernommen. Die angebotenen Weine, die unter Ausschaltung von Importeuren durch zentralen Einkauf direkt von den Erzeugern stammen, können „...in Winzer-Atmosphäre“  verkostet werden. Typische Depots finden sich am Rande größerer Städte in relativ verkehrsgünstigen Lagen, haben direkte Parkmöglichkeiten und eine Größe von 80 bis 200 m². Die gekauften Weine werden inzwischen auch verschickt. Früher gab es nur Direktverkauf. Die Preise sind in allen Depots gleich, der Warenbestand wird wöchentlich zentral disponiert.